# Z Grill

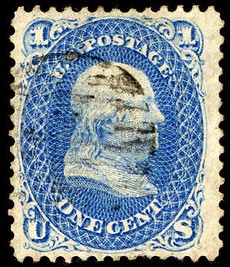
Z Grill della Biblioteca Pubblica di New York

Lo Z Grill di Benjamin Franklin o semplicemente Z Grill è un francobollo, dal valore facciale di 1 centesimo di dollaro statunitense, emesso dal United States Postal Service nel 1868 e raffigurante Benjamin Franklin. Impresso nella parte posteriore con la "Griglia a Z" (Z Grill in inglese), è considerato il francobollo degli Stati Uniti più raro e più importante. Una "Griglia a Z" è una particolare punzonatura a secco che imprimeva dei fori molto piccoli a sezione quadrata nella carta e visibili sulla parte posteriore dei francobolli.
La funzione della griglia era di consentire all'inchiostro del timbro annullatore di essere assorbito dalla carta del francobollo, allo scopo di evitare che potesse essere "lavato" l'annullo e successivamente riutilizzato il francobollo, truffando il servizio postale. L'uso delle griglie non risultò pratico e ben presto se ne interruppe l'utilizzo.
Ci sono attualmente soltanto due Z-Grill conosciuti del 1 ¢ del 1868. Un esemplare fa parte della Collezione Benjamin Miller e appartiene alla Biblioteca Pubblica di New York. Ciò lascia soltanto un singolo Z Grill 1 ¢ del 1868 in mano a privati.
Questo "1868, 1 ¢ Z-Grill" è stato venduto per $935.000 nel 1998 alla Mystic Stamp Company, azienda che si occupa di commercio filatelico di Camden (New York). La casa d'aste Siegel batté il francobollo come componente della Collezione Robert Zoellner.
Successivamente, nell'ottobre 2005, Sundman, presidente della Mystic Stamp Company, scambiò il 1 ¢ Z-Grill del 1868 con un blocco di quattro francobolli Jenny Rovesciato, di proprietà del finanziere Bill Gross, e valutato circa $3.000.000. Con questa acquisizione, Gross divenne proprietario dell'unica collezione completa dei francobolli emessi dagli Stati Uniti d'America nel XIX secolo.
Entrambi gli Z Grill sono stati esposti al National Postal Museum assieme alla prima parte della Collezione Benjamin Miller dal 27 maggio 2006 al 1º ottobre 2007.